# 飯田岡駅
飯田岡駅（いいだおかえき）は、神奈川県小田原市飯田岡にある伊豆箱根鉄道大雄山線の駅。駅番号はID06。

## 歴史
- 1926年（大正15年）5月19日：飯田岡停車場新設届を鉄道大臣に提出[2]。正確な開業日は不詳[3]。

## 駅構造

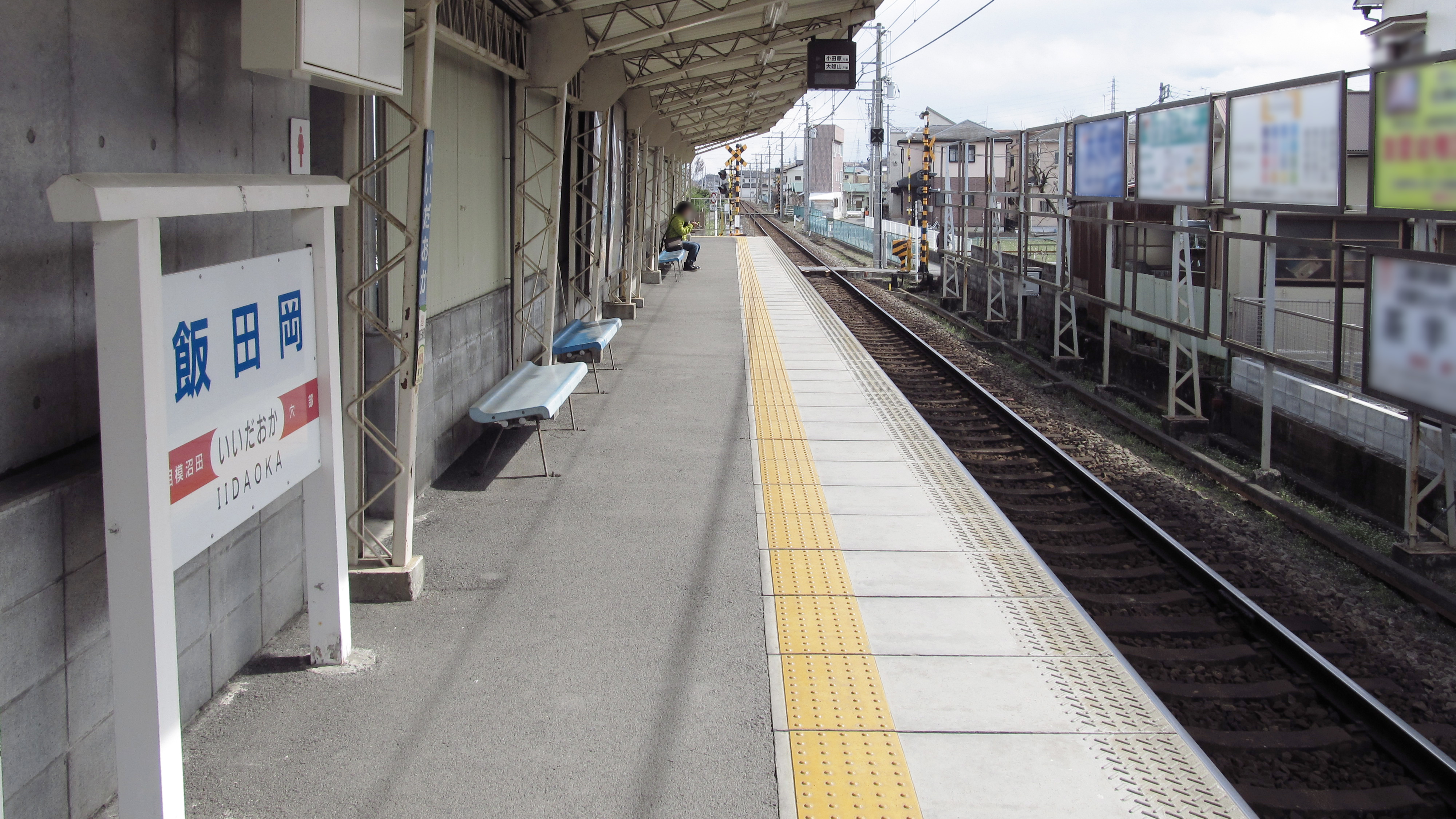
ホーム（2014年3月）

単式ホーム1面1線を有する地上駅。線路の北側にホームがあり、その北側に駅舎とトイレがある。駅舎は相模沼田方、トイレは穴部方に置かれており、トイレへはホーム側から出入りが可能である。
無人駅であるが、朝夕は駅係員が駐在する。駅舎内部に自動券売機、乗車票発行機、ICカード用の簡易改札が設置されている。

## 利用状況
各年度の1日平均乗車人員は下表の通り。
| 乗車人員推移       | 乗車人員推移     | 乗車人員推移 |
| 年度               | 1日平均 乗車人員 | 出典         |
| ------------------ | ---------------- | ------------ |
| 1998年（平成10年） | 992              | [ 5 ]        |
| 1999年（平成11年） | 966              | [ 6 ]        |
| 2000年（平成12年） | 950              | [ 7 ]        |
| 2001年（平成13年） | 934              | [ 7 ]        |
| 2002年（平成14年） | 906              | [ 8 ]        |
| 2003年（平成15年） | 922              | [ 9 ]        |
| 2004年（平成16年） | 906              | [ 10 ]       |
| 2005年（平成17年） | 902              | [ 11 ]       |
| 2006年（平成18年） | 908              | [ 12 ]       |
| 2007年（平成19年） | 923              | [ 13 ]       |
| 2008年（平成20年） | 919              | [ 14 ]       |
| 2009年（平成21年） | 899              | [ 15 ]       |
| 2010年（平成22年） | 897              | [ 16 ]       |
| 2011年（平成23年） | 880              | [ 17 ]       |
| 2012年（平成24年） | 896              | [ 18 ]       |
| 2013年（平成25年） | 925              | [ 19 ]       |
| 2014年（平成26年） | 898              | [ 20 ]       |
| 2015年（平成27年） | 896              | [ 21 ]       |
| 2016年（平成28年） | 925              | [ 22 ]       |
| 2017年（平成29年） | 908              | [ 23 ]       |
| 2018年（平成30年） | 913              | [ 24 ]       |
| 2019年（令和元年） | 900              | [ 25 ]       |

## 駅周辺
駅の東側には狩川が流れ、駅前に飯田岡橋が架かる。狩川の対岸には施設が集積している。かつては駅西の県道74号上に「飯田岡」停留所があり箱根登山バスの路線が発着していた。
- 小田原市立富水小学校
- 小田原市立泉中学校
- 小田原飯田岡郵便局
- 飯田神社
- 福田寺
- クリエイトSD飯田岡駅南店
- 神奈川県道74号小田原山北線

※下記の各施設は、駅から南西側にある坂道を越えた所にある。
- 小田原フラワーガーデン
- 小田原市環境事業センター
- 県立おだわら諏訪の原公園

## 隣の駅
伊豆箱根鉄道
 大雄山線
穴部駅 (ID05) - 飯田岡駅 (ID06) - 相模沼田駅 (ID07)